# Cheiloneurus
Cheiloneurus is een geslacht van vliesvleugeligen uit de familie Encyrtidae. De wetenschappelijke naam van dit geslacht is voor het eerst geldig gepubliceerd in 1833 door Westwood.

## Soorten
Het geslacht Cheiloneurus omvat de volgende soorten:
- Cheiloneurus afer Waterston, 1917
- Cheiloneurus alaskae Trjapitzin & Triapitsyn, 2008
- Cheiloneurus albicornis Howard, 1881
- Cheiloneurus albinotatus De Santis, 1964
- Cheiloneurus angulatus De Santis, 1964
- Cheiloneurus angustifrons Compere, 1938
- Cheiloneurus annulicornis (Ashmead, 1900)
- Cheiloneurus antipodis Noyes, 1988
- Cheiloneurus apeniculus Singh & Agarwal, 1993
- Cheiloneurus argentifer (Walker, 1837)
- Cheiloneurus assamensis Singh & Agarwal, 1993
- Cheiloneurus axillaris Hayat, Alam & Agarwal, 1975
- Cheiloneurus bangalorensis (Subba Rao, 1957)
- Cheiloneurus banksi (Howard, 1898)
- Cheiloneurus basiri Hayat, Alam & Agarwal, 1975
- Cheiloneurus beerwahi (Girault, 1925)
- Cheiloneurus bifasciatus (Timberlake, 1922)
- Cheiloneurus bimaculatus Hoffer, 1970
- Cheiloneurus boldyrevi Trjapitzin & Agekyan, 1978
- Cheiloneurus bonariensis De Santis, 1986
- Cheiloneurus bouceki Anis & Hayat, 2002
- Cheiloneurus brunneipes (Timberlake, 1922)
- Cheiloneurus burnsi (Girault, 1926)
- Cheiloneurus caesar Guerrieri, 2006
- Cheiloneurus callidus Anis & Hayat, 2002
- Cheiloneurus carinatus Compere, 1938
- Cheiloneurus ceroplastis Ishii, 1923
- Cheiloneurus cheles (Walker, 1839)
- Cheiloneurus chiaromontei Mercet, 1930
- Cheiloneurus chinensis Shi, Wang, Si & Wang, 1994
- Cheiloneurus chlorodryini Perkins, 1906
- Cheiloneurus chrysopae Fullaway, 1946
- Cheiloneurus cinctiventris (Girault, 1929)
- Cheiloneurus claviger Thomson, 1876
- Cheiloneurus coimbatorensis Anis & Hayat, 2002
- Cheiloneurus compressicornis (Ashmead, 1894)
- Cheiloneurus cristatus (Girault, 1915)
- Cheiloneurus cushmani Crawford, 1911
- Cheiloneurus cyanonotus Waterston, 1917
- Cheiloneurus daghestanicus Özdikmen, 2011
- Cheiloneurus diversicolor Hayat, Alam & Agarwal, 1975
- Cheiloneurus divinus (Girault, 1926)
- Cheiloneurus dubius Howard, 1885
- Cheiloneurus dumasi Girault, 1932
- Cheiloneurus elcielo Trjapitzin & Triapitsyn, 2008
- Cheiloneurus elegans (Dalman, 1820)
- Cheiloneurus exitiosus (Perkins, 1906)
- Cheiloneurus flaccus (Walker, 1847)
- Cheiloneurus flavipes (Timberlake, 1922)
- Cheiloneurus flaviscutellum (Girault, 1924)
- Cheiloneurus flavoscutatus (Nikol'skaya, 1952)
- Cheiloneurus fulvescens Hoffer, 1957
- Cheiloneurus gahani (Dozier, 1927)
- Cheiloneurus giraulti Trjapitzin & Zuparko, 2005
- Cheiloneurus glaphyra (Walker, 1837)
- Cheiloneurus gonatopodis Perkins, 1906
- Cheiloneurus hadrodorys Anis & Hayat, 2002
- Cheiloneurus hawaiicus Özdikmen, 2011
- Cheiloneurus hawaiiensis (Perkins, 1912)
- Cheiloneurus hemipterus (Girault, 1920)
- Cheiloneurus hugoi (Girault, 1915)
- Cheiloneurus inimicus Compere, 1925
- Cheiloneurus izhevskyi Trjapitzin & Triapitsyn, 2008
- Cheiloneurus japonicus Ashmead, 1904
- Cheiloneurus javanus Perkins, 1912
- Cheiloneurus javensis Girault, 1917
- Cheiloneurus kanagawaensis Ishii, 1928
- Cheiloneurus kansensis (Girault, 1917)
- Cheiloneurus kerrichi Hayat, Alam & Agarwal, 1975
- Cheiloneurus kollari (Mayr, 1876)
- Cheiloneurus kuisebi Prinsloo, 1985
- Cheiloneurus lakhimpurensis Singh & Agarwal, 1993
- Cheiloneurus lateocaudatus (Xu & He, 2003)
- Cheiloneurus latifrons Hayat, Alam & Agarwal, 1975
- Cheiloneurus latiscapus (Girault, 1916)
- Cheiloneurus leptulus Annecke & Prinsloo, 1977
- Cheiloneurus lineascapus Gahan, 1910
- Cheiloneurus liorhipnusi (Risbec, 1951)
- Cheiloneurus longicornis Hayat, Alam & Agarwal, 1975
- Cheiloneurus longipennis Fatma & Shafee, 1988
- Cheiloneurus longiventris Ruschka, 1923
- Cheiloneurus loretanus De Santis, 1972
- Cheiloneurus malayensis Noyes & Chua, 1977
- Cheiloneurus manipurensis Singh & Agarwal, 1993
- Cheiloneurus margiscutellum (Girault, 1917)
- Cheiloneurus marilandia (Girault, 1917)
- Cheiloneurus matsuyamensis Tachikawa, 1956
- Cheiloneurus mazzinini (Girault, 1915)
- Cheiloneurus metallicus (Risbec, 1952)
- Cheiloneurus molokaiensis (Ashmead, 1901)
- Cheiloneurus morozkoi Trjapitzin & Triapitsyn, 2008
- Cheiloneurus neparvus Hayat, 2010
- Cheiloneurus nigrescens Howard, 1897
- Cheiloneurus nigricornis Hayat, Alam & Agarwal, 1975
- Cheiloneurus nitidulus Anis & Hayat, 2002
- Cheiloneurus novimandibularis (Girault, 1915)
- Cheiloneurus noxius Compere, 1925
- Cheiloneurus noyesi Anis & Hayat, 2002
- Cheiloneurus oahuensis (Timberlake, 1922)
- Cheiloneurus obscurus Silvestri, 1915
- Cheiloneurus olmii Guerrieri & Viggiani, 2005
- Cheiloneurus orbitalis Compere, 1938
- Cheiloneurus pachycephalus (Perkins, 1906)
- Cheiloneurus paralia (Walker, 1837)
- Cheiloneurus parvus (Hayat, 1980)
- Cheiloneurus pasteuri (Girault, 1915)
- Cheiloneurus peniculoartus Singh & Agarwal, 1993
- Cheiloneurus perbellus (Girault, 1922)
- Cheiloneurus perpulcher Girault, 1915
- Cheiloneurus phenacocci Trjapitzin, 1964
- Cheiloneurus pistaciae Manickavasagam & Mehrnejad, 2008
- Cheiloneurus praenitens Waterston, 1922
- Cheiloneurus pulcher (Ashmead, 1904)
- Cheiloneurus pulvinariae Dozier, 1925
- Cheiloneurus purpureicinctus (Girault, 1915)
- Cheiloneurus purpureiventris Girault, 1915
- Cheiloneurus pyrillae Mani, 1939
- Cheiloneurus quadricolor (Girault, 1915)
- Cheiloneurus quercus Mayr, 1876
- Cheiloneurus rarus (Girault, 1922)
- Cheiloneurus reate (Walker, 1847)
- Cheiloneurus rediculus (Trjapitzin & Khlopunov, 1978)
- Cheiloneurus regis (Girault, 1932)
- Cheiloneurus saissetiae Noyes & Chua, 1977
- Cheiloneurus seminigriclavus Girault, 1915
- Cheiloneurus sinensis Özdikmen, 2011
- Cheiloneurus submuticus Thomson, 1876
- Cheiloneurus swezeyi Ashmead, 1903
- Cheiloneurus tainus Trjapitzin & Triapitsyn, 2008
- Cheiloneurus tenuistigma Anis & Hayat, 2002
- Cheiloneurus triguttatipennis (Girault, 1920)
- Cheiloneurus udaghamundus Anis & Hayat, 2002
- Cheiloneurus unicolor Mercet, 1922
- Cheiloneurus victor Hoffer, 1957
- Cheiloneurus viridiscutum (Girault, 1915)
- Cheiloneurus vulcanus (Timberlake, 1922)
- Cheiloneurus westwoodi (Girault, 1915)
- Cheiloneurus zeyai Anis & Hayat, 2002